# Anniversary Anthems
Anniversary Anthems es el décimo álbum de estudio de la banda de punk británica The Toy Dolls. El disco fue publicado en el año 2000.

## Lista de canciones
1. «The Anniversary Waltz» (Dubin, Franklin) – 1:13
2. «My Baby Is A Battleaxe» – 2:43
3. «Her With A Hoover» – 2:29
4. Alec's Back – 2:32
5. «Dorkamania» – 2:26
6. «Audreys Alone At Last» – 2:39
7. «Eine Kleine Nacht Muzik» – 3:05
8. «Charlies Watching» – 3:18
9. «I Wish My Eyes Were Ernies» – 2:37
10. «Livin' On Newton Hall» – 2:51
11. «What She Had With Huey» – 2:57
12. «I've Had Enough O'magaluf» – 3:07
13. «Livin La Vida Loca» (Chil) – 3:24
14. «The Anniversary Waltz» (Dubin, Franklin) – 1:12
15. «We're 21 Today» – 0:18

## Personal
- Michael «Olga» Algar - Voz y guitarra
- Gary «Gary Fun» Dunn - Bajo
- Martin «Marty» Yule - Batería